# Steckenried
Steckenried (mundartlich: Schteakǝríǝd) ist ein Weiler innerhalb der Marktgemeinde Buchenberg im Landkreis Oberallgäu in Bayern.

## Geographie
Der Weiler liegt westlich des Ortskerns und ist von dort über die St 2055 zu erreichen. Alle Gebäude des Weilers liegen an derselben Straße. Oberhalb liegt der Eschacher Weiher, der über einen Wanderweg direkt von Steckenried zu erreichen ist.

## Ortsname
Der Ortsname setzt sich aus den mittelhochdeutschen Wörtern stecke für Stecken, Pfahl, Pflock sowie riet für Rodesiedlung zusammen  und bedeutet Rodungssiedlung, die zuvor mit Stecken (= Niederholz) bestanden war.

## Geschichte
Steckenried wurde erstmals urkundlich im Jahr 1394 erwähnt als das Kloster Kempten in Stekenried Zins bezog. Im Jahr 1789/1790 fand die Vereinödung Steckenrieds statt, bei der es acht Teilnehmer mit vier Ausbauten gab.